# Глееватка
Глеева́тка (укр. Глеюватка) — село, Глееватский сельский совет, Криворожский район, Днепропетровская область, Украина.
Код КОАТУУ — 1221882001. Население по переписи 2001 года составляло 1371 человек.
Является административным центром Глееватского сельского совета, в который, кроме того, входят сёла Весёлый Кут, Красная Балка и Новоивановка.

## Географическое положение
Село Глееватка находится в 1,5 км от города Кривой Рог и бывшего пгт Мировское (ныне Кривой Рог). По селу протекает пересыхающий ручей с запрудой. В 1,5 км находятся карьеры №1 и №2 ПАО «ЦГОК» и шламоотстойник ПАО «ЦГОК».

## История
- Село Глееватка основано в 1904—1906 годах переселенцами из села Лозоватка.

## Экономика
- Криворожский ветеринарно-санитарный завод, ОАО.
- ООО «АгроМашЦентр».

## Объекты социальной сферы
- Школа I—II ст.
- Фельдшерско-акушерский пункт.
- Дом культуры.

## Достопримечательности
- Братская могила советских воинов.